# 伍睿
伍睿（1545年—？），字用思，號明宇，廣西桂林府全州人，民籍，明朝政治人物。

## 生平
隆庆四年（1570年）庚午科廣西鄉試第七名舉人。隆慶五年（1571年）登辛未科第三甲第一百四十六名進士。通政司觀政，授广东新会知县，萬曆四年（1576年）降湖广布政司副理问，五年升郏县知县，九年致仕，卒。

## 家族
曾祖伍義智；祖父伍禮泰；父伍信道，母蔣氏。具庆下。